# Tour della nazionale maschile di rugby a 15 delle Figi 1984
Vari sono stati i Tour della nazionale figiana di "rugby a 15" nel periodo 1984-87.
Nel marzo-aprile 1984,  la nazionale Figiana si reca in Australia:
Nessun test match in programma ma solo incontri contro selezioni statali e locali.

## Risultati
Sistema di punteggio: meta = 4 punti, Trasformazione=2 punti .Punizione =  3 punti. drop = 3 punti. 
| 31 marzo 1984 | Central Queensland | 3 – 39 | Figi XV |  |

| 4 aprile 1984 | North Queensland | 3 – 42 | Figi XV |  |

| Brisbane 7 aprile 1984 | Queensland | 15 – 19 | Figi XV |  |

| 10 aprile 1984 | Queensland Country | 10 – 21 | Figi XV |  |

| 12 aprile 1984 | Sud Australia | 17 – 65 | Figi XV |  |

| Melbourne 14 aprile 1984 | Victoria | 8 – 42 | Figi XV |  |

| 17 aprile 1984 | NSW Country | 43 – 0 | Figi XV |  |

| Sydney 21 aprile 1984 | Sydney | 38 – 14 | Figi XV |  |